# The New York Age
The New York Age est un journal hebdomadaire créé en 1887. Il est considéré comme l'un des journaux afro-américains les plus importants de son temps.

## Histoire

### Origines
The New York Age est un hebdomadaire fondé sous le nom de New York Globe (à ne pas confondre avec l'hebdomadaire familial du samedi de New York, The Globe, fondé en 1892 par James M. Place ou le quotidien New York Globe fondé en 1904). Ce journal afro-américain est publié chaque semaine vers 1880 jusqu'au 8 novembre 1884. Il est cofondé par l'éditeur Timothy Thomas Fortune, un ancien esclave. Celui-ci publie des articles d'Ida B. Wells sur l'éducation, l'entraide et les réformes sociales en faveur des Noirs.

### 1884–1887
Le journal devient le [New York] Freeman du 22 novembre 1884 au 8 octobre 1887, publié six jours par semaine. Il appartient en copropriété à Jerome B. Peterson, qui en 1904 est nommé consul américain à Puerto Cabello, au Venezuela .

### 1887–1960
Le 15 octobre 1887, le journal devient officiellement l'hebdomadaire The New York Age Fred R. Moore achète le journal en 1907. Il dénonce le lynchage et la loi de la populace et s'engage pour le droit des Noirs comme citoyens. Il soutient les thèses de Booker T. Washington. De 1953 à 1957, le journal a pour titre New York Age Defender.
Gertrude Bustill Mossell travaille au The New York Age de 1885 à 1889. WEB Du Bois y travaille également.

### Le réveil de l'hebdomadaire afro-américain en 1974
The New York Age, journal de combat de l'injustice raciale cesse de paraître dans les années 1950. Il renaît sous une forme différente mais conserve les mêmes objectifs. Adam C. Powell, le rédacteur en chef de l'hebdomadaire, déclare que le journal tenterait de retrouver le lustre de « l'ancien temps », connu « comme un journal noir d'opinion distingué ». Le tirage initial du journal en 1974 est de 100 000 exemplaires et il est vendu dans les kiosques à journaux pour 25 cents.

## Collaborateurs
- Ida B. Wells (1862-1931), articles consacrés au lynchage
- Gertrude Bustill Mossell (1855-1948), directrice de la publication
- Lester Walton (1882–1965), critique de théâtre; il est le gendre de l'éditeur, Fred A. Moore
- Ludlow "Buster" Werner (né Ludlow Waymouth Werner; 1907–1967) devient rédacteur en chef en 1929; il est un petit-fils de Fred Moore
- William A. Clarke, rédacteur sportif
- Chester R. Thompson, rédacteur en chef de la section Brooklyn
- Vere Johns rédige une chronique sur les Arts
- James H. Hogans écrit des actualités sur les cheminots et les activités de l'église
- Richard Durant, critique musical
- Lewis E. Dial, sport
- Ebenzer Ray, colonnes spéciales
- Bertram Baker, colonnes spéciales
- Olivier Arnold Adams